# Antonio Montagnana
Antonio Montagnana (* um 1700 in Venedig oder Venetien; † nach 1740) war ein italienischer Opernsänger (Bass).
Er ist in erster Linie durch seine Zusammenarbeit mit Georg Friedrich Händel bekannt, für den er in London zwischen 1731 und 1733 am King’s Theatre in dessen Opern sang. 1730 sang er in Rom und 1731 in Turin in Opern des Nicola Porpora, welcher sein Lehrer war.
Nach den zwei Opernsaisons bei Händel wechselte er 1733 zur konkurrierenden Opera of the Nobility, kehrte aber 1737 für eine Spielzeit zu Händel zurück. In den 1740er Jahren ist er als königlichen Hofmusiker in Madrid nachweisbar.